# أبراج الاتحاد
أبراج الاتحاد هي مجموعة من خمس أبراج في أبوظبي عاصمة الإمارات العربية المتحدة. تقع أبراج الاتحاد مقابل فندق قصر الإمارات. بلغت تكلفة البناء حوالي 2.5 بليون درهم إماراتي تم الانتهاء من بناء الأبراج في شهر نوفمبر عام 2010.
افتتح المشروع عشية احتفالات الدولة باليوم الوطني الأربعين لقيام دولة الإمارات، وحضر حفل افتتاح المشروع الشيخ سرور بن محمد اَل نهيان ومجموعة من كبار المسؤولين ورجال الأعمال.
في نوفمبر 2011، تم افتتاح فندق جميرا في أبراج الاتحاد الذي يتبع إلى مجموعة جميرا في البرج رقم 1، وتم افتتاح المطعم الياباني توري نو سو بالقرب من الفندق عام 2012. وفي البرج المجاور رقم 2 وهو أطول برج في جزيرة أبوظبي وثاني أطول برج في إمارة أبوظبي بعد أبراج سكاي تاور في جزيرة الريم. ويوجد في البرج رقم 2 منصة للمراقبة في الطابق ال75.
تم استخدام الأبراج كموقع لتصوير الفيلم السينمائي الشهير الغضب 7 (Furious 7) عام 2015. أدى دور البطولة في الفيلم كل من دومينيك توريتو (فين ديزل) و براين كونر (بول ووكر) وظهرا في أحد مشاهد الفيلم وهما يحاولان سرقة سيارة من طراز لايكن هايبرسبورت ويقودانها عبر شوارع الأبراج.

## وصف المشروع
يتضمن المشروع الذي تزيد مساحته المبنية عن نصف مليون متر مربع في منطقة الرأس الأخضر في إمارة أبوظبي على خمسة أبراج يتراوح ارتفاعها بين 54-75 طابقاً ما يمثل نحو 300 متر ارتفاعاً عن سطح الأرض، ويوفر المشروع إطلالة بانورامية على العاصمة من ناحية والخليج العربي من ناحية أخرى. قامت شركة DBI الأسترالية للهندسة المعمارية بأعمال التصميم، ويتميز المشروع بموقعه الحيوي القريب من أبرز مؤسسات المال والأعمال في مدينة أبوظبي كالبنك المركزي والمبنى الرئيسي لشركة ادنوك للبترول وقصر الإمارات، بالإضافة إلى سهولة الوصول إلى مطار أبوظبي الدولي عبر وسائل المواصلات المتوفرة والمتعددة.

### البرج السكني
تعكس الثلاثة أبراج السكنية ضمن أبراج الاتحاد الخمسة نمط العيش في أبراج الاتحاد، حيث تحتوي على 885 شقة سكنية تتنوع فيها الخيارات السكنية، بين الشقق المتعددة والبنتهاوس تبدأ من غرفة نوم واحدة حتى خمس غرف تم تصميمها بعناية واهتمام فائقين، ويحتوي كل برجٍ سكني على مرافق وميزات متنوعة تشمل النوادي الصحية، وغرف الساونا، ومساحات خضراء شاسعة وأحواض السباحة. كما يتمتع القاطنون في أبراج الاتحاد بميزات عدة على رأسها التمتع بمطاعم واستراحات ومحلات تجارية لأرقى الماركات العالمية موزعة على مستويين راقيين، ومدعمة بخدمات الكونسيرج (المساعد الشخصي) المتوفرة على مدار الساعة.

### برج المكاتب
أقيم برج المكاتب على مساحة تأجيرية تقدر ب 45 ألف متر مربع ومقسمة على 54 طابقاً، كما تتوفر في البرج مواقف السيارات، وقاعات الإستقبال بالإضافة إلى خدمة الكونسيرج (المساعد الشخصي) وخدمات الحراسة المتوفرة على مدار الساعة. وباستطاعة المكاتب التجارية عقد العديد من المؤتمرات والإجتماعات داخل الأبراج من خلال توفر قاعة تعتبر واحدة من أكبر القاعات في أبوظبي، حيث تمتد قاعة الإحتفالات على مساحة 1,900 متر مربع (حوالي 20,500 قدم مربع) بطاقة إستيعابية تصل إلى 2,000 شخص، ويمكن تقسيمها إلى أربعة قاعات تكفي كلاً منها لإستيعاب 500 شخص ومدعو، إضافة إلى توفر 13 غرفة إجتماعات مدعمة بتقنيات وتجهيزات مناسبة لاستقبال واحتضان الإجتماعات الصغيرة.

## الخصائص المعمارية
- البرج رقم 1: 69 طابق،277 متر
- البرج رقم 2: 74 طابق، 205 متر
- البرج رقم 3: 54 طابق، 260 متر
- البرج رقم 4: 61 طابق، 234 متر
- البرج رقم 5: 55 طابق، 218 متر

## وصلات خارجية
- ProTenders profile
- Etihadtowers.com
- Etihadtowers.net
- Etihad Towers T1 on CTBUH Skyscraper Center
- Etihad Towers T2 on CTBUH Skyscraper Center
- Etihad Towers T3 on CTBUH Skyscraper Center
- Etihad Towers T4 on CTBUH Skyscraper Center
- Etihad Towers T5 on CTBUH Skyscraper Center